# Робертсон, Алекс (футболист, 2003)
Александер Шон Пабло Робертсон (англ. Alexander Sean Pablo Robertson; родился 17 апреля 2003), более известный как Алекс Робертсон — футболист, полузащитник клуба «Манчестер Сити» и сборной Австралии. Родился в Шотландии, вырос в Австралии, выступал за юношеские сборные Англии.

## Клубная карьера
Алекс родился в Данди (Шотландия) в семье австралийского футболиста Марка Робертсона, выступавшего на тот момент за клуб «Данди», и матери-перуанки. Когда Алексу было четыре года, он переехал с семьёй в Австралию и жил в восточном пригороде Сиднея с пяти до двенадцати лет. Выступал за молодёжную команду местного футбольного клуба «Хакоах Сидни Сити Ист», где его заметили скауты английского клуба «Манчестер Юнайтед». После этого юный игрок два года провёл в футбольной академии «Манчестер Юнайтед».
В 2017 году присоединился к футбольной академии «Манчестер Сити». В октябре 2020 года был включён в список 60 лучших молодых футболистов 2003 года рождения, составленный газетой «Гардиан». В сезоне 2020/21 сыграл один матч за команду «Манчестер Сити» до 21 года в Трофее Английской футбольной лиги, в котором его команда проиграла клубу «Транмир Роверс».
5 июля 2021 года отправился в аренду в шотландский клуб «Росс Каунти» . 21 июля 2021 года дебютировал за «Росс Каунти» в матче Кубка шотландской лиги против «Брора Рейнджерс». 18 сентября 2021 года дебютировал в шотландском Премьершипе  в матче против «Харт оф Мидлотиан».
В январе 2022 года «Сити» досрочно отозвал Робертсона из аренды.

## Карьера в сборной
Робертсон может выступать за сборные Австралии, Шотландии, Перу и Англии. На юношеском уровне выступал за сборные Австралии и Англии.